# Diner Dash
Diner Dash est un jeu vidéo de time management développé en Flash par PlayFirst (en). Le jeu connaît un immense succès, et plusieurs suites et séries dérivées (Wedding Dash, Hotel Dash et Cooking Dash) sont produites.

## Système de jeu
Le jeu raconte l'histoire de Flo une jeune serveuse dont la tâche est de contribuer au redressement de restaurants aux bords de la faillite. Le jeu consiste à servir le plus efficacement possible une palette variée de clients comportant chacun une contrainte particulière.
À chaque niveau, Flo obtient une récompense et des accessoires de décoration pour son restaurant. Dans les dernières versions, elle peut même obtenir des aptitudes magiques comme posséder 4 bras ou disposer de chaussures ailées.

## Accueil
- Gamezebo : 3,5/5 (iOS, Android)[2]
- IGN : 6,4/10 (PS3)[3]
- Pocket Gamer : 6/10 (iOS, Android)[4]